# كيث فيريس
كيث فيريس (بالإنجليزية: Keith Ferris)‏ هو رسام جداريات ‏ أمريكي، ولد في 14 مايو 1929 في هونولولو في الولايات المتحدة.

## معرض صور

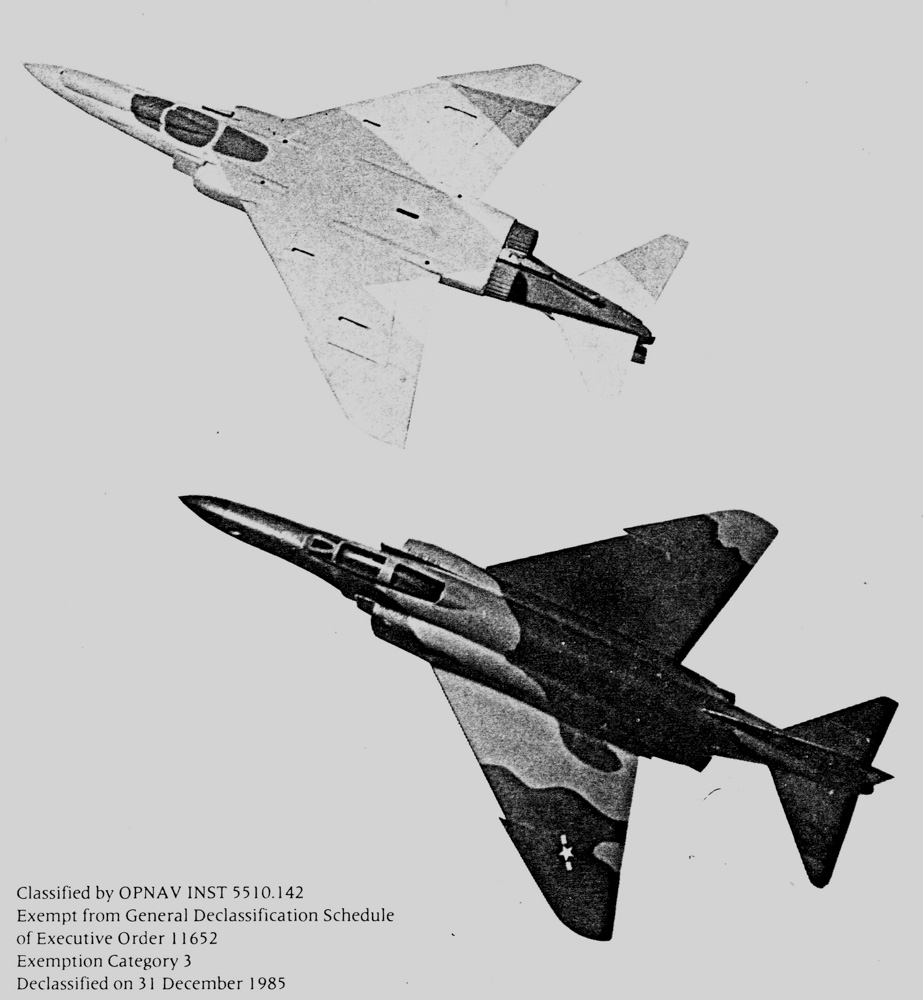
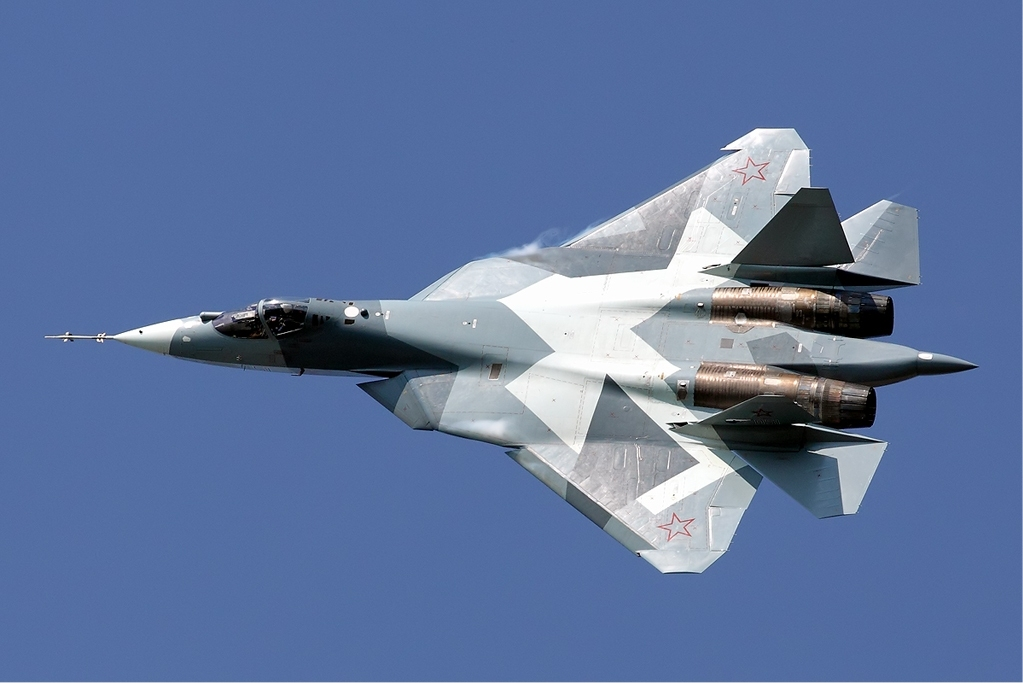
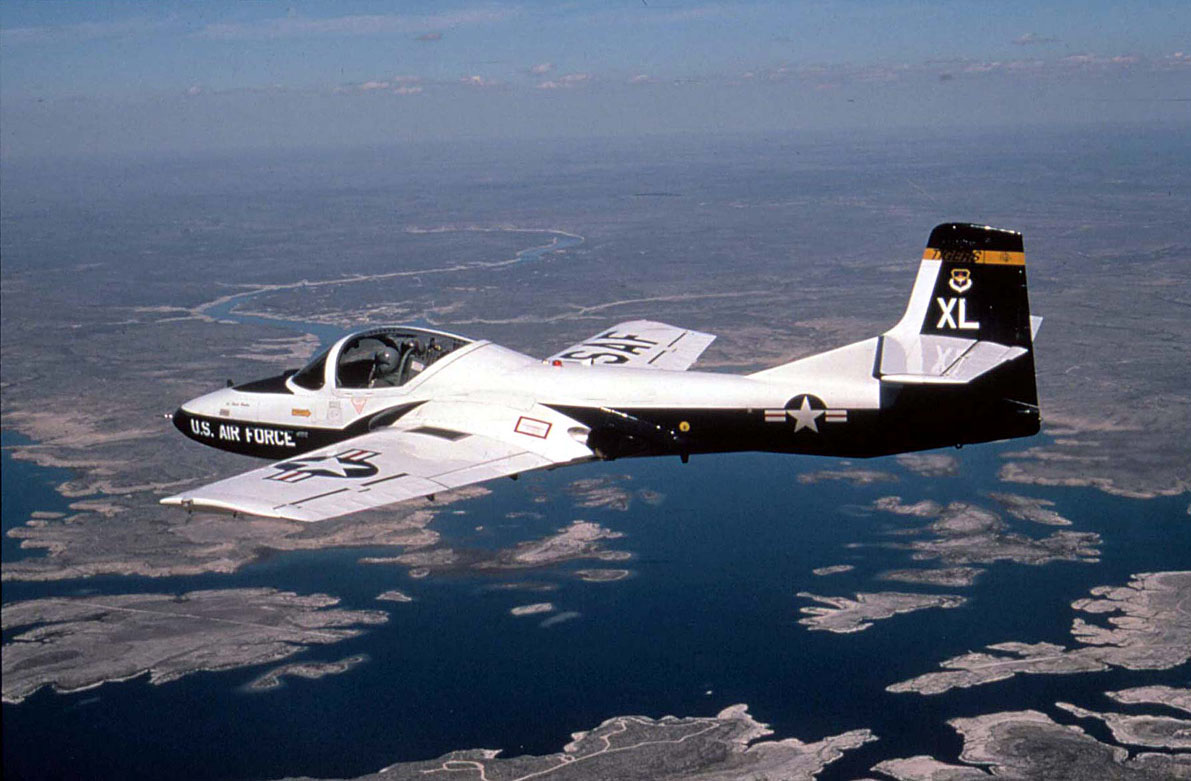
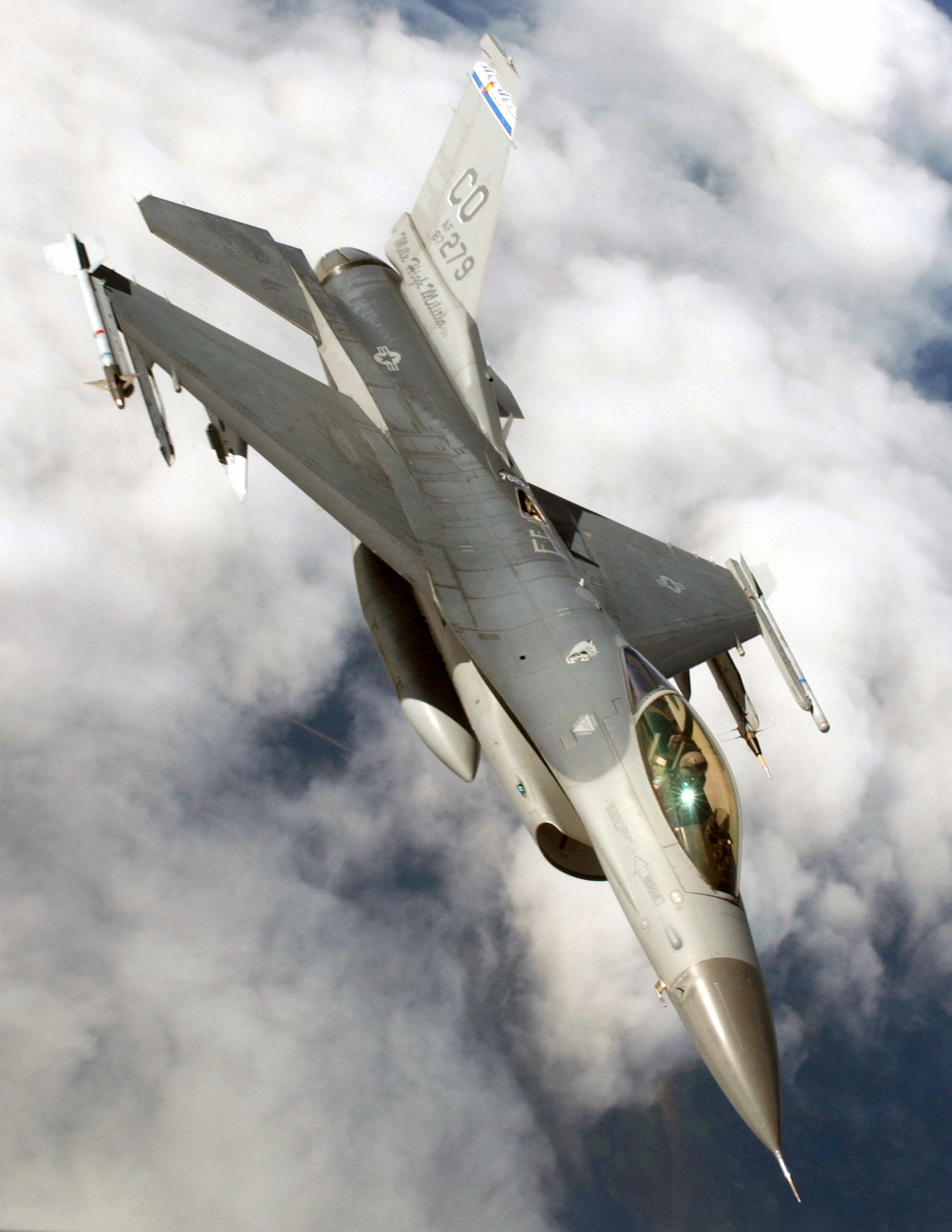